# Elizabeth Duval
Elizabeth Duval   (Alcalá de Henares, 25 d'agost de 2000) és una filòsofa, política i escriptora espanyola.

## Biografia
Elizabeth Duval estudia Filosofia i Lletres Modernes a la Sorbona de París. És considerada un referent trans i defensora de la reforma de l'anomenada Llei trans a Espanya. El 2017 va ser portada de la revista El País de las Tentaciones, entrevistada amb Topacio Fresh i Valeria Vegas en un reportatge titulat «El futuro es trans».
Després que a les eleccions al Parlament Europeu de 2024 la coalició Sumar només va obtenir tres escons, la coordinadora Yolanda Díaz de Moviment Sumar va dimitir el 10 de juny, i el 13 de juny fou nomenada una direcció col·legiada formada per Lara Hernández, Elizabeth Duval, Rosa Martínez i Txema Guijarro. Duval fou secretària de comunicació del partit entre 2023 i 2025, quan abandonà el partit després de comprovar les limitacions de la vida política i institucional.

## Obra
La seva obra va començar a publicar-se l'any 2018, en l'antologia Cuadernos de Medusa, de l'editorial Amor de Madre. El 2019 va participar en l'antologia de relats de narrativa queer titulada Asalto a Oz. El seu primer poemari, titulat Excepción, i la seva primera novel·la, Reina, van ser publicats al febrer i març de 2020. El 2021 va publicar Después de lo trans, un assaig al voltant de la transsexualitat i amb un posicionament de mirar més enllà de l'activisme de el moviment trans cap a altres prismes crítics i polítics.

### Poesia
- Excepción: Letraversal, 2020.

### Narrativa
- Reina: Caballo de Troya, 2020.[16]
- Nuevo episodio nacional: Lengua de Trapo, 2021.[17]
- Madrid será la tumba: Lengua de trapo, 2021.[18]

### Assaig
- Después de lo trans. Sexo y género entre la izquierda y lo identitario: La Caja Books, 2021.[19]